# Canarium sylvestre
Canarium sylvestre är en tvåhjärtbladig växtart som beskrevs av Joseph Gaertner. Canarium sylvestre ingår i släktet Canarium och familjen Burseraceae. Inga underarter finns listade i Catalogue of Life.